# Morrisonodon brentbaatar
Morrisonodon Bakker, 1998 è un genere di mammiferi estinti della famiglia Plagiaulacidae i cui resti fossili provengono dagli strati databili al Giurassico superiore del Nord America. Questi piccoli erbivori vissero durante l'era dei dinosauri. I Morrisonodon sono membri dell'ordine dei multitubercolati e del sottordine 'plagiaulacida' (Ramo Plagiaulacidae). Sono quindi alcuni tra i più antichi rappresentanti dell'ordine.
Il genere Morrisonodon è noto per una specie, M. brentbaatar (Bakker, 1998), che venne rinvenuto nella Formazione Morrison in Wyoming, USA. La sua Identificazione si basa su un dente superiore ben conservato e lungo un millimetro. Il nome della specie gli fu dato in onore del paleontologo americano Brent Breithaupt. Baatar, Mongolo per "eroe", è apparentemente un riferimento alla natura eroica della lotta per la sopravvivenza di questi piccoli mammiferi circondati dai dinosauri. 